# Odia
Cette page contient des caractères d'alphasyllabaires indiens. En cas de problème, consultez Aide:Unicode.
L’odia, aussi appelé plus anciennement oriya (ଓଡ଼ିଆ (oṛiā)), est une langue indo-aryenne parlée dans l’État de l'Odisha, à l’Est de l’Inde, dont elle est la langue officielle. C'est aussi l’une des langues officielles de l’Inde. D'après le recensement de 2011, l'odia est la langue maternelle de 37 521 324 Indiens, dont 34 712 170 en Odisha (soit 92,5 % des locuteurs et 82,7 % de la population de l'État).

## Histoire
L'odia est une langue indo-iranienne orientale descendant directement d'un prâkrit, probablement le magadhi. Elle semble avoir été très peu influencée par l'arabe et le persan (par rapport aux autres langues du nord de l'Inde). Des inscriptions du dixième siècle semblent démontrer l'existence de l'ancien odia mais les premières inscriptions faisant consensus datent de 1249.

## Phonologie

### Voyelles
Voici les voyelles de l'odia (phonème ou son, alphasyllabaire, romanisation) :
|             | Antérieures | Antérieures | Antérieures | Centrales | Centrales | Centrales | Postérieures | Postérieures | Postérieures |
| ----------- | ----------- | ----------- | ----------- | --------- | --------- | --------- | ------------ | ------------ | ------------ |
| Fermées     | /i/         | ଇ/ଈ         | i/ī         |           |           |           | /u/          | ଉ/ଊ          | u/ū          |
| Mi-fermées  | /e/         | ଏ           | e           |           |           |           | [o]          | ¹            | ¹            |
| Mi-ouvertes |             |             |             |           |           |           | /ɔ/          | ଅ/ଓ          | a/o          |
| Ouvertes    |             |             |             | /a/       | ଆ         | ā         |              |              |              |

- Note 1 : [o] est un allophone de /u/ ou de /ɔ/[5].

### Consonnes
Voici les consonnes de l'odia, (phonème, alphasyllabaire, romanisation) :
|            |            | Labiales | Labiales | Labiales | Dentales | Dentales | Dentales | Rétroflexes | Rétroflexes | Rétroflexes | Palatales | Palatales | Palatales | Vélaires | Vélaires | Vélaires | Glottales | Glottales | Glottales |
| ---------- | ---------- | -------- | -------- | -------- | -------- | -------- | -------- | ----------- | ----------- | ----------- | --------- | --------- | --------- | -------- | -------- | -------- | --------- | --------- | --------- |
| Nasales    | Nasales    | /m/      | ମ        | m        | /n/      | ନ        | n        | /ɳ/         | ଣ           | ṇ           |           |           |           | /ŋ/      | ଙ        | ṅ        |           |           |           |
| Occlusives | sourdes    | /p/      | ପ        | p        | /t/      | ତ        | t        | /ʈ/         | ଟ           | ṭ           | /t͡ʃ/      | ଚ         | c         | /k/      | କ        | k        |           |           |           |
| Occlusives | aspirées   | /pʰ/     | ଫ        | ph       | /tʰ/     | ଥ        | th       | /ʈʰ/        | ଠ           | ṭh          | /t͡ʃʰ/     | ଛ         | ch        | /kʰ/     | ଖ        | kh       |           |           |           |
| Occlusives | voisées    | /b/      | ବ        | b        | /d/      | ଦ        | d        | /ɖ/         | ଡ           | ḍ           | /d͡ʒ/      | ଜ         | j         | /g/      | ଗ        | g        |           |           |           |
| Occlusives | murmurées  | /bʱ/     | ଭ        | bh       | /dʱ/     | ଧ        | dh       | /ɖʱ/        | ଢ           | ḍh          | /d͡ʒʱ/     | ଝ         | jh        | /ɡʱ/     | ଗ        | gh       |           |           |           |
| Fricatives | Fricatives |          |          |          | /s/      | ସ/ଷ/ଶ    | s/ṣ/ś    |             |             |             |           |           |           |          |          |          | /h/       | ହ         | h         |
| Roulées    | Roulées    |          |          |          | /r/      | ର        | r        |             |             |             |           |           |           |          |          |          |           |           |           |
| Spirantes  | Spirantes  | /w/¹     | ୱ        | w        | /l/      | ଲ        | l        | /ɭ/         | ଳ           | ḷ           | /j/       | ୟ         | y         |          |          |          |           |           |           |

- Note 1 : La consonne [w] est parfois décrite comme labio-vélaire[8].